# Taxeotis explicataria
Taxeotis explicataria är en fjärilsart som beskrevs av Walker 1861. Taxeotis explicataria ingår i släktet Taxeotis och familjen mätare. Inga underarter finns listade i Catalogue of Life.